# Kétegyháza
Kétegyháza is een plaats (nagyközség) en gemeente in het Hongaarse comitaat Békés. Kétegyháza telt 4464 inwoners (2001).

## Bevolkingssamenstelling
In 2011 bleken 23% van de inwoners te behoren tot de Roemeense minderheid in Hongarije.